# Józef Zapędzki

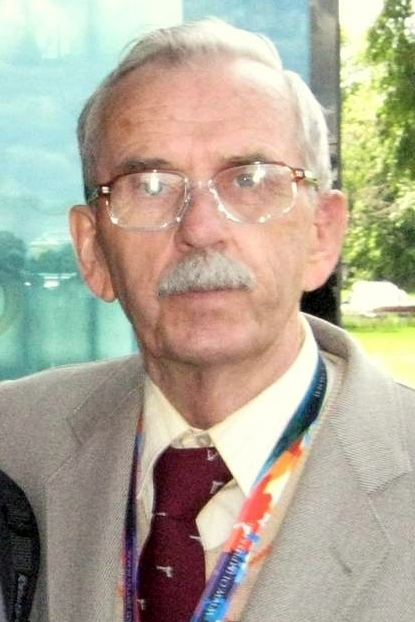
Józef Zapędzki.

Józef Zapędzki (* 11. März 1929 in Kazimierówka, Schlesien; † 15. Februar 2022 in Breslau) war ein polnischer Sportschütze und zweifacher Olympiasieger mit der Schnellfeuerpistole.
Zapędzkis Vater war kurz vor Ende des Zweiten Weltkriegs im KZ Dachau ermordet worden, er selbst hatte sich im Alter von 16 Jahren der II. Polnischen Armee  angeschlossen. Ab 1947 besuchte er die Offiziersschule, erst 1957 begann er ernsthaft mit dem Schießsport.
Zapędzki, der für den Sportverein Śląsk Wrocław antrat, war während seiner Karriere in nahezu allen Pistolendisziplinen erfolgreich, bei Olympischen Spielen trat er fünf Mal mit der Schnellfeuerpistole an. 1964 in Tokio belegte er den 15. Rang, 1968 in Mexiko-Stadt und 1972 in München erhielt er die Goldmedaille, bei den Olympischen Spielen 1976 kam er auf Platz 45 und 1980 in Moskau erreichte er den 14. Rang. 1965 siegte er bei der Europameisterschaft mit der Sportpistole, im Jahr darauf war er Weltmeisterschaftszweiter mit der Schnellfeuerpistole hinter dem Rumänen Virgil Atanasiu. In den 1970er Jahren war Zapędzki mit der Luftpistole erfolgreich: Bei der Europameisterschaft 1972 gewann er Bronze in der Einzelwertung, 1973 und 1975 gewann er mit der Mannschaft Bronze.